# Les Cosaques (film, 1928, Hill)
Pour les articles homonymes, voir Les Cosaques (homonymie).
Pour plus de détails, voir Fiche technique et Distribution.
Les Cosaques (titre original : The Cossacks) est un film américain réalisé par George W. Hill, sorti en 1928.

## Synopsis
Au risque de se faire traiter de lâche par ses proches et celle qu'il aime, un cosaque doit faire ses preuves au cours d'un combat...

## Fiche technique
- Titre français : Les Cosaques
- Titre original : The Cossacks
- Réalisation : George W. Hill
- Scénario : Frances Marion d'après Les Cosaques de Léon Tolstoï
- Direction artistique : Cedric Gibbons
- Photographie : Percy Hilburn
- Montage : Blanche Sewell
- Société de production : Metro-Goldwyn-Mayer
- Pays de production :  États-Unis
- Format : Noir et blanc — 35 mm — 1,33:1 — Muet
- Genre : Film dramatique
- Durée : 92 minutes (1 h 32)
- Date de sortie :
  - États-Unis : 1928
- Affiche : Roland Coudon (France)

## Distribution
- John Gilbert : Lukashka
- Renée Adorée : Maryana
- Ernest Torrence : Ivan
- Nils Asther : Prince Olenin
- Paul Hurst : Sitchi
- Dale Fuller : la mère de Maryana
- Mary Alden : la mère de Lukashka
- Sidney Bracey : Koozma (non crédité)
- Lou Costello (non crédité)